# Gabriel Moya
Gabriel Moya Sanz (ur. 20 marca 1966 w Alcalá de Henares) – hiszpański piłkarz grający na pozycji pomocnika. W swojej karierze 5 razy wystąpił w reprezentacji Hiszpanii i strzelił w niej 1 gola.

## Kariera klubowa
Karierę piłkarską Moya rozpoczął w klubie RSD Alcalá. W sezonie 1985/1986 grał w nim w Segunda División B. W 1986 roku przeszedł do pierwszoligowego Realu Valladolid. 29 sierpnia 1986 zadebiutował w Primera División w przegranym 0:2 wyjazdowym spotkaniu z UD Las Palmas. Natomiast 21 marca 1987 w meczu z Realem Madryt (1:2) strzelił swojego pierwszego gola w lidze. Zawodnikiem Realu Valladolid był do zakończenia sezonu 1990/1991.
Latem 1991 roku Moya przeszedł z Realu do Atlético Madryt. W nim zadebiutował 31 sierpnia 1991 roku w wygranym 2:0 domowym meczu z Realem Burgos, w którym strzelił gola. W Atlético przez dwa sezony był pdodstawowym zawodnikiem. W 1992 roku zdobył z tym klubem Puchar Króla.
W 1993 roku Moya odszedł do Sevilli. W niej po raz pierwszy wystąpił 4 września 1993 w meczu z Realem Saragossa (2:1). W Sevilli występował przez 3 sezony, ale nie odniósł z tym klubem sukcesów.
W 1996 roku Moya podpisał kontrakt z Valencią, w której swój debiut zanotował 31 sierpnia 1996 w spotkaniu z Racingiem Santander (2:3). W Valencii grał przez cały sezon 1996/1997.
W 1997 roku Moya ponownie zmienił klub i został piłkarzem Mallorki. Zadebiutował w niej 30 sierpnia w meczu z Valencią (2:1). Z Mallorką dotarł do finału Pucharu Króla, jednak klub ten przegrał po serii rzutów karnych z Barceloną. Latem 1998 zdobył jednak Superpuchar Hiszpanii.
W 1998 roku Moya wrócił do Sevilli i w 1999 roku awansował z nią z Segunda División do Primera División. W 2000 roku ponownie został zawodnikiem RSD Alcalá, a w 2001 roku zakończył karierę.
| Sezon   | Klub            | Kraj      | Rozgrywki          | Mecze | Bramki |
| ------- | --------------- | --------- | ------------------ | ----- | ------ |
| 1985/86 | RSD Alcalá      | Hiszpania | Segunda División B | ?     | ?      |
| 1986/87 | Real Valladolid | Hiszpania | Primera División   | 24    | 1      |
| 1987/88 | Real Valladolid | Hiszpania | Primera División   | 35    | 6      |
| 1988/89 | Real Valladolid | Hiszpania | Primera División   | 19    | 1      |
| 1989/90 | Real Valladolid | Hiszpania | Primera División   | 32    | 8      |
| 1990/91 | Real Valladolid | Hiszpania | Primera División   | 35    | 6      |
| 1991/92 | Atlético Madryt | Hiszpania | Primera División   | 31    | 5      |
| 1992/93 | Atlético Madryt | Hiszpania | Primera División   | 23    | 6      |
| 1993/94 | Sevilla FC      | Hiszpania | Primera División   | 35    | 6      |
| 1994/95 | Sevilla FC      | Hiszpania | Primera División   | 35    | 6      |
| 1995/96 | Sevilla FC      | Hiszpania | Primera División   | 36    | 8      |
| 1996/97 | Valencia CF     | Hiszpania | Primera División   | 35    | 7      |
| 1997/98 | RCD Mallorca    | Hiszpania | Primera División   | 23    | 3      |
| 1998/99 | Sevilla FC      | Hiszpania | Segunda División   | 33    | 0      |
| 1999/00 | Sevilla FC      | Hiszpania | Primera División   | 10    | 1      |
| 2000/01 | RSD Alcalá      | Hiszpania | Tercera División   | ?     | ?      |

## Kariera reprezentacyjna
W reprezentacji Hiszpanii Moya zadebiutował 13 grudnia 1989 roku w wygranym 2:1 towarzyskim spotkaniu ze Szwajcarią. Od 1989 do 1991 roku rozegrał 5 meczów w kadrze narodowej i strzelił 1 gola.
| Mecze i gole w reprezentacji | Mecze i gole w reprezentacji | Mecze i gole w reprezentacji      | Mecze i gole w reprezentacji | Mecze i gole w reprezentacji | Mecze i gole w reprezentacji | Mecze i gole w reprezentacji |
| #                            | Data                         | Stadion                           | Rywal                        | Wynik                        | Gol                          | Rozgrywki                    |
| 1989                         | 1989                         | 1989                              | 1989                         | 1989                         | 1989                         | 1989                         |
| ---------------------------- | ---------------------------- | --------------------------------- | ---------------------------- | ---------------------------- | ---------------------------- | ---------------------------- |
| 1.                           | 13.12.1989                   | Santa Cruz de Tenerife, Hiszpania | Szwajcaria                   | 2:1                          | 0                            | towarzyski                   |
| 1991                         |                              |                                   |                              |                              |                              |                              |
| 2.                           | 16.01.1991                   | Castellón, Hiszpania              | Portugalia                   | 1:1                          | 1                            | towarzyski                   |
| 3.                           | 27.03.1991                   | Santander, Dania                  | Węgry                        | 2:4                          | 0                            | towarzyski                   |
| 4.                           | 17.04.1991                   | Cáceres, Hiszpania                | Rumunia                      | 0:2                          | 0                            | towarzyski                   |
| 5.                           | 13.11.1991                   | Sewilla, Hiszpania                | Czechosłowacja               | 2:1                          | 0                            | el. ME 1992                  |

## Sukcesy
- Puchar Króla (1)

Atlético Madryt: 1992
- Superpuchar Hiszpanii (1)

Mallorca: 1998